# Marian Rosik
Marian Rosik (ur. 1947) – polski urzędnik państwowy i prawnik, wykładowca, w latach 1996–1997 sekretarz stanu w Ministerstwie Kultury i Sztuki.

## Życiorys
Z wykształcenia prawnik, doktor nauk ekonomicznych. Zaangażował się w działalność polityczną w ramach Polskiego Stronnictwa Ludowego, został członkiem zarządu partii w województwie warszawskim. Kierował Departamentem Przetwórstwa Rolno-Spożywczego i Przekształceń Własnościowych w Ministerstwie Rolnictwa i Gospodarki Żywnościowej. Od 12 sierpnia 1996 do 6 listopada 1997 pełnił funkcję podsekretarza stanu w Ministerstwie Kultury i Dziedzictwa Narodowego, odpowiedzialnego za finanse. Został też wiceprzewodniczącym rady kuratorów Zakładu Narodowego im. Ossolińskich.